# Större cistikola
Större cistikola (Cisticola robustus) är en fågel i familjen cistikolor inom ordningen tättingar. Den förekommer i centrala Afrika. Beståndet anses vara livskraftigt.

## Utseende och läte
Större cistikola är som namnet avslöjar en stor och relativt färgglad Cisticola. Utmärkande är roströd på huvud och nacke samt svartstreckad rygg. Arten är mycket lik aberdarecistikola och buskcistikola, men saknar olikt den förra streckning på nacken och den senare har inget rostrött på huvudet. Sången består av en tjirpande inledningston följt av ett långt och strävt ljud.

## Utbredning och systematik
Större cistikola förekommer i centrala Afrika, från Nigeria och Eritrea i norr till Zambia i söder. Den delas in i sju underarter med följande utbredning:
- Cisticola robustus santae – höglandet i östra Nigeria och västra Kamerun
- robustus-gruppen
  - Cisticola robustus schraderi – centrala Eritrea och angränsande norra Etiopien (Adigrat)
  - Cisticola robustus robustus – norra etiopiska platån och i Harrar
- Cisticola robustus omo – södra etiopiska platån
- nuchalis-gruppen
  - Cisticola robustus nuchalis – nordöstra Kongo-Kinshasa till Kenya och norra Tanzania och Angola
  - Cisticola robustus awemba – sydöstra Kongo-Kinshasa (östra Katanga) till sydvästra Tanzania och nordöstra Zambia
- Cisticola robustus angolensis – södra Kongo-Kinshasa (västra Katanga) till nordvästra Zambia

Större cistikola är närbesläktad med aberdarecistikola som ibland inkluderats som underart. Möjligen kan de etiopiska underarterna (nominatformen och omo) istället stå närmare aberdarecistikolan. Underarten angolensis har också behandlats som egen art baserat på skillnader i läten, men dessa varierar stort i hela utbredningsområdet. Fåglar i ett bestånd i östra Kongo-Kinshasa har oklar underartstillhörighet, men inkluderas provisoriskt i nuchalis.

## Familjetillhörighet
Cistikolorna behandlades tidigare som en del av den stora familjen sångare (Sylviidae). Genetiska studier har dock visat att sångarna inte är varandras närmaste släktingar. Istället är de en del av en klad som även omfattar timalior, lärkor, bulbyler, stjärtmesar och svalor. Idag delas därför Sylviidae upp i ett antal familjer, däribland Cisticolidae.

## Status
Arten har ett stort utbredningsområde och beståndet anses stabilt. Internationella naturvårdsunionen IUCN listar den därför som livskraftig (LC).

## Namn
Cistikola är en försvenskning av det vetenskapliga släktesnamnet Cisticola som betyder "cistroslevande".